# Gertrud Baer
Gertrud Baer (25 novembre 1890 - 15 décembre 1981) est une militante féministe et pacifiste allemande naturalisée américaine. Elle est l'une des fondatrices de la Ligue internationale des femmes pour la paix et la liberté en 1915 et a été co-présidente de cette ligue de 1929 à 1947. Elle est également présidente de la section allemande de cette ligue à partir de 1921. À la fin de la Seconde Guerre mondiale, elle devient la première consultante de la ligue auprès du Conseil économique et social des Nations unies et occupe ce poste jusque 1972.

## Jeunes années
Gertrud Baer est née le 25 novembre 1890 à Halberstadt, dans la province de Saxe du royaume de Prusse, d'un couple juif, Sara (née Stern) et Gustav Baer. Son père, issu d'une famille de médecins et d'enseignants établie de longue date à Halberstadt, était marchand de métaux. Sa mère était la fille du grand rabbin de Hambourg, Anschel Stern, et de son épouse Jeanette (née Adler). L'arrière-grand-père maternel de Baer était Nathan Marcus Adler, qui avait été grand rabbin de l'Empire britannique, et son père Mordechai Baer Adler, qui avait été grand rabbin de Hanovre.
Elle est l'aînée de la famille, qui a déménagé à Hambourg lorsqu'elle avait environ deux ans. Ses frères et sœurs plus jeunes, Erna (1892-1967), Walter (né en 1894), Harriet (1896-1956) et Jeanette (1903-1944), sont tous nés à Hambourg. Jeanette a été assassinée à Auschwitz pendant l'Holocauste. Elle a été influencée par l'engagement de sa mère dans le mouvement des femmes bourgeoises allemandes et l'a accompagnée à des réunions. Lors de l'une de ces conférences, elle rencontre Lida Gustava Heymann et travaille avec elle dans la première maison des femmes à Hambourg. Gertrud Baer termine sa scolarité et suit une formation d'enseignante à Hambourg, Leipzig, Munich et Neuchâtel, en Suisse.

## Carrière professionnelle
Après avoir terminé sa formation, Gertrud Baer commence sa carrière d'enseignante à Hambourg. Pendant la Première Guerre mondiale, elle s'installe à Munich et s'engage avec Lida Gustava Heymann, Anita Augspurg et Helene Stöcker dans le mouvement pacifiste,. En 1915, elle assiste au Congrès international des femmes qui se tient à La Haye, où est lancé le projet du Comité international des femmes pour la paix permanente, devenu en 1919 la Ligue internationale des femmes pour la paix et la liberté (LIFPL, WILPF), à laquelle Baer a adhère immédiatement, occupant divers postes au sein de la branche allemande de la LIFPL dès l'année de sa création. Entre 1918 et 1919, elle met en place un « conseil des femmes » au sein du ministère des Affaires sociales de Munich, pour la nouvelle République soviétique de Bavière (en),. Elle participe également aux cours d'été sur l'internationalisme, parrainés par la LIFPL au début des années 1920. Entre 1919 et 1933, elle travaille pour les revues féminines Die Frau im Staat (La femme dans l'État) (de) et Die Friedenswarte (Surveillance de la paix).
En 1922, Baer, qui avait été secrétaire exécutive de la LIFPL allemande pendant un an, effectue son premier voyage aux États-Unis,. Elle ne parvient pas à rencontrer le président Harding, parce que les services de l'immigration la retiennent en raison de son appartenance au Parti communiste allemand et de la crainte qu'elle ne dispose pas de fonds suffisants pour subvenir à ses besoins pendant son séjour dans le pays,,. Libérée après l'intervention de Jane Addams, Gertrud Baer, lors d'une réunion ultérieure, exhorte les femmes à se joindre au mouvement pacifiste et aux manifestations contre la guerre,. Lors de conférences données avec des membres de Grande-Bretagne et de France, elle demande aux États-Unis de retirer leurs troupes d'Amérique latine, de libérer les prisonniers politiques et de reconnaître l'Union soviétique. Avec Heymann et Frida Perlen (en), Gertrud Baer travaille à réconcilier les femmes allemandes et françaises dans l'entre-deux-guerres. L'une de ces initiatives est une plantation d'arbres organisée en 1926 dans le nord de la France. Elle a également été vice-présidente du Cartel allemand de la paix et a beaucoup voyagé en Europe.
De retour aux États-Unis en 1924 pour assister à la conférence internationale de la LIFPL, Gertrud Baer insiste pour que Hitler soit considéré comme une menace sérieuse,. En 1929, elle succède à Jane Addams à la présidence internationale de la LIFPL, mais en raison du volume de travail à accomplir, il est décidé que les responsabilités d'Addams seront partagées avec Emily Greene Balch et Clara Ragaz,. Lorsque Hitler prend le contrôle de l'Allemagne en 1933, Gertrud Baer fuit le pays et obtient la nationalité tchécoslovaque. Les dirigeants de la LIFPL convoquent une réunion d'urgence et lui accordent l'asile, l'engageant à travailler à plein temps pour préparer leur prochaine conférence. Lorsque les nazis s'emparent du pays et l'occupent, elle s'enfuit à Genève. À la mort d'Addams en 1935, il est décidé que Baer, Ragaz et Cornelia Ramondt-Hirschmann continueraient à partager les responsabilités en tant que co-présidentes de la LIFPL. Lors de son troisième voyage aux États-Unis cette année-là, Gertrud Baer participe à une conférence sur le désarmement, appelant les nations du monde à travailler ensemble pour la paix.
En 1939, Baer, observatrice de la LIFPL auprès du Conseil économique de la Société des Nations, est envoyé aux États-Unis. Le Conseil avait été déplacé à Princeton, dans le New Jersey, et il a été jugé nécessaire que Baer s'y installe pour des raisons de sécurité. De là, elle devient la principale dirigeante de la LIFPL pendant toute la durée de la guerre, préparant les communications circulaires qui sont envoyées tous les trimestres aux sections internationales. Baer et Ragaz se partagent toujours la présidence, mais la pacifiste britannique Kathleen Innes (en) remplace Ramondt-Hirschmann en 1937 en tant que troisième membre. Les trois femmes envoient une lettre au président Roosevelt pour l'exhorter à autoriser l'entrée des réfugiés dans le pays. En 1940, Baer devient citoyenne américaine, bien qu'elle retourne définitivement à Genève en 1950. Après avoir maintenu les contacts et l'organisation, Baer devient, à la fin de la guerre, la première consultante de la LIFPL auprès des Nations Unies, poste qu'elle occupera jusqu'en 1972. Parmi les initiatives auxquelles elle participe, citons l'appel à l'Organisation mondiale de la santé, afin qu'elle enquête sur les effets des essais atomiques et, en particulier, des radiations sur la population. À partir de 1955, elle insiste sur la nécessité d'utiliser l'énergie solaire plutôt que l'énergie nucléaire et, dans une campagne menée en 1960, elle préconise l'éducation rurale par le biais de la radiodiffusion.